# Cieza (Múrcia)
Cieza é um município da Espanha na província e comunidade autónoma da Região de Múrcia. Tem 365,1 km² de área e em 2021 tinha 35 301 habitantes (densidade: 96,7 hab./km²).
Fica situado na várzea do rio Segura. Possui frutas, horticultura, vinha e oliveira. Existem fábricas de cimento, farinha e cerâmica.

## Demografia
| Variação demográfica do município entre 1991 e 2004[carece de fontes?] | Variação demográfica do município entre 1991 e 2004[carece de fontes?] | Variação demográfica do município entre 1991 e 2004[carece de fontes?] | Variação demográfica do município entre 1991 e 2004[carece de fontes?] |
| ---------------------------------------------------------------------- | ---------------------------------------------------------------------- | ---------------------------------------------------------------------- | ---------------------------------------------------------------------- |
| 1991                                                                   | 1996                                                                   | 2001                                                                   | 2004                                                                   |
| 30875                                                                  | 31680                                                                  | 33017                                                                  | 33825                                                                  |